# C.L.E. Moore instructor
C.L.E. Moore instructor é uma posição profissional educativa do Departamento de Matemática do Instituto de Tecnologia de Massachusetts (MIT), ofertada a doutorandos recentes de matemática destacados por sua expectativa em pesquisa matemática pura. Os instrutores são destinados ao ensino e pesquisa. Um dos mais notáveis foi John Forbes Nash em 1951. É um posto de trabalho muito visado e de grande prestígio.
É denominado em memória de Clarence Lemuel Elisha Moore (1876–1931), professor de matemática no MIT, de 1904 até sua morte, especialista em geometria.
Dentre os detentores do cargo incluem-se:
- Elias Stein
- Daniel Quillen
- James Serrin
- Sigurdur Helgason
- Tom Mike Apostol
- Felix Browder
- John Forbes Nash
- Hillel Fürstenberg
- George Springer
- Paul Cohen (matemático)
- Edward Thorp
- James Harris Simons
- Egbert Brieskorn
- Anthony Knapp
- Robert Strichartz
- Alan Weinstein
- Richard Peter Stanley
- William Messing
- Alexander Sotirios Kechris
- Mark Goresky
- Joe Harris
- Robert Rumely
- Joseph Silverman
- Dan Freed
- Karen Smith
- Alexander Braverman
- Matilde Marcolli
- Nancy Kopell
- George Duff
- John Garnett
- Charles Cameron Conley
- Nils Dencker
- Irwin Kra
- Walter Rudin
- Daniel Rider
- Akshay Venkatesh
- Isadore Singer
- Robert Wayne Thomason
- Curtis McMullen
- Shang-Hua Teng
- James Stasheff